# Aleksandr Charitonov

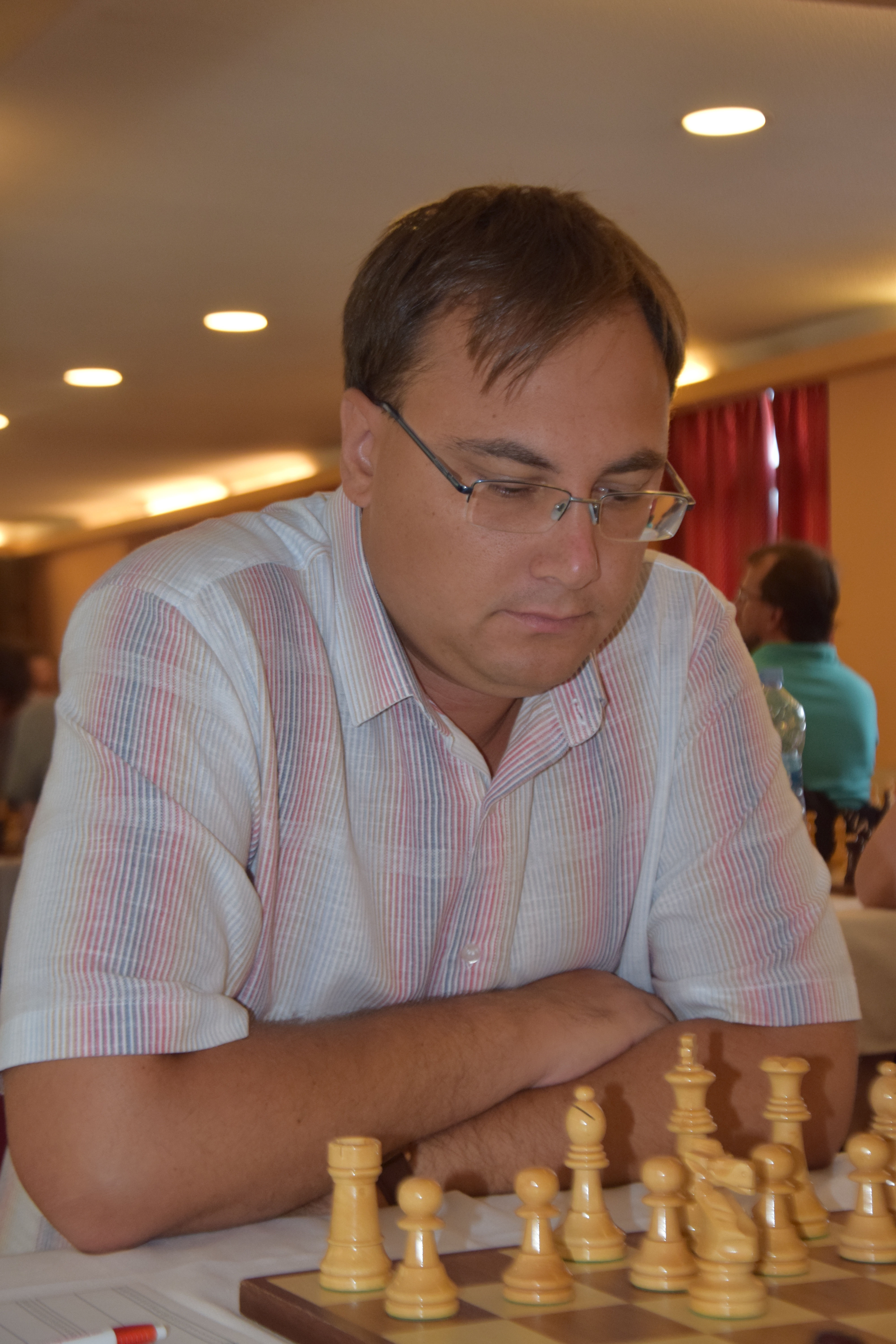
Aleksandr Charitonov

Aleksandr Sergejevitsj Charitonov (Russisch: Александр Сергеевич Харитонов), bij de FIDE gespeld als Kharitonov, (Obninsk, 8 november 1986) is een Russische schaker. Hij is sinds 2006 een grootmeester (GM).

## Biografie
Kharitonov speelde diverse malen in de Europese Schaakkampioenschappen voor Jeugd en de Wereldkampioenschappen Schaken voor Jeugd in meerdere leeftijdscategorieën, waarbij hij een gouden (in 2002, bij de Europese Schaakkampioenschappen voor Jeugd in de leeftijdscategorie tot 16 jaar), een zilveren (in 2003 bij de Wereldkampioenschappen Schaken voor Jeugd in de leeftijdscategorie tot 18 jaar) en een bronzen (in 2003, bij de Europese Schaakkampioenschappen voor Jeugd in de leeftijdscategorie tot 18 jaar) medaille behaalde.
Hij won internationale schaaktoernooien in Rjazan (2001), Ostrava (2002), Jeseník (2002) en Eforie (2004, 2005).
In 2002 werd hij Internationaal Meester en in 2006 grootmeester.
- In juli 2005 speelde hij in het Czech open en eindigde daar met 7 punten op een gedeelde tweede plaats. Het toernooi werd met 7.5 punt gewonnen door Andrej Kovaljov.
- In augustus 2005 werd in Hengelo het Euro Chess Tournament 2005 (Open Nederlands Jeugdkampioenschap) gespeeld. De Stork Young Masters, een onderdeel van dit toernooi, werd gewonnen door Aleksander Rjazantsev met 6 uit 9. Charitonov behaalde 5 uit 9.